# 金納
金納（きんのう）とは、租税を貨幣によって上納すること。古くは銭納とも呼ばれた。これに対して生産物を上納することを物納または現物納と呼ばれる。

## 概要
近代以前の租税は物納もしくは労役によって行われるのが原則で、金納が発生するのは貨幣流通が広く行われるようになった中世以後のことである。
律令制における租庸調雑徭、荘園制における年貢公事夫役は、農産物や特産品（加工物を含む）、労役などをもって負担する形式であったが、鎌倉時代に入ると代銭納が登場し、更に段銭・棟別銭などが現れた。室町時代に入ると、畿内を中心として金納による上納が広く行われるようになった。戦国時代に入ると、大量の人馬や物資の動員を必要とした戦国大名は輸送・貯蔵の観点から貨幣による財政運営を行い、農民からの租税を金納で行ったり、金山・銀山・銅山の開発を行ったりした。江戸時代に入ると兵農分離や撰銭などによる貨幣経済の一時的停滞、重農主義的な観点から石高制に基づく米納が行われるようになるが、必ずしも全ての地域で稲作が行われていた訳ではなかったために米による上納が困難な地域もあり、石代納や畑永法など金納による租税徴収も畑作地域を中心として一部で存続した。更に運上・冥加・小物成など金納による租税も存在するなど、「江戸時代の税制≠米による徴収」であることに注意を要する。
明治に入ると、地租改正によって租税を金納に統一する方針が立てられたが、これに反発する地租改正反対一揆などを背景として、一時的に田の地租の半分を米で納める代石納を一時的に認めた（1877年11月-1889年9月）。ところが、導入直後及び松方財政によるデフレ（いわゆる「松方デフレ」）による米価下落時以外に代石納希望者がほとんど現れず、間もなく代石納は廃止されて全ての租税は金納で行われることになった。ただし、戦後日本でも相続税については例外的に物納制度が存在する（相続税法41条）。